# Malans (Grisones)
Malans es una comuna suiza del cantón de los Grisones, situada en situada en la región de Landquart. Limita al norte con la comuna de Jenins, al este con Seewis im Prättigau y Grüsch, al sur con Landquart, y al oeste con Maienfeld.

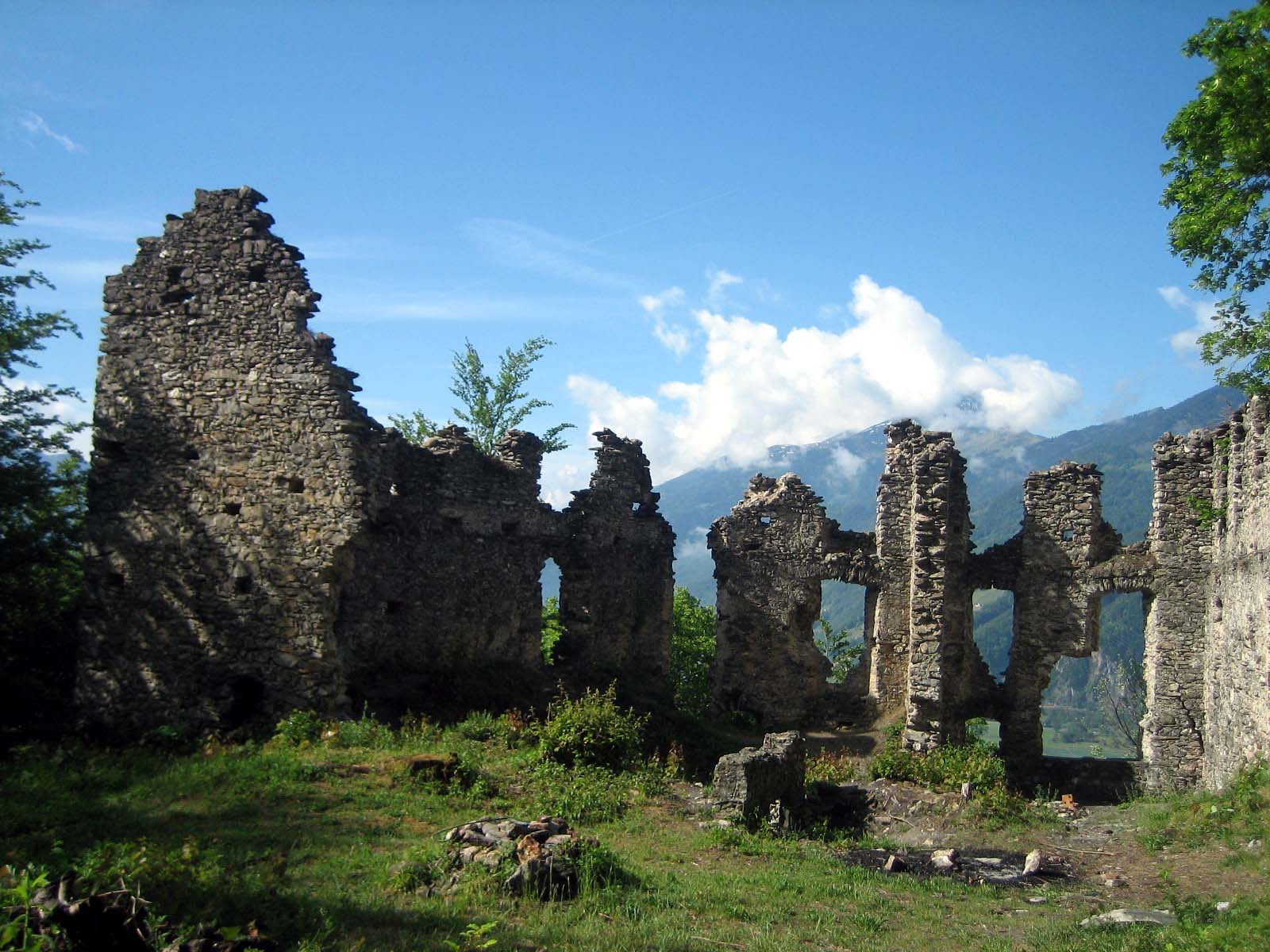
Ruinas del burgo de Wynegg.

## Historia
Malans se menciona por primera vez sobre 840 como la villa Mellanze. En 956 se menciona como Malanz.

## Geografía
Malans tiene un área, a partir de 2006, de 11,4 km² (4,4 millas cuadradas). De esta superficie, el 39,5% se utiliza para fines agrícolas, mientras que el 44,4% está cubierta de bosques. Del resto de la tierra, el 6,9% se coloca (edificios o caminos) y el resto (9,2%) es no productivos (ríos, glaciares o montañas).
El municipio es la capital del subdistrito Maienfeld del distrito de Landquart. Se encuentra a lo largo de la antigua carretera de Valle del Rin y la carretera sobre el Fadärastein en el valle de Prättigau.

## Demografía
Desde el censo de 2000, 528 personas o el 27,7% son católicos, mientras que 1.137 o el 59,6% pertenecía a la Iglesia Reformada de Suiza. Del resto de la población, hay 20 individuos (o aproximadamente el 1.05% de la población) que pertenecen a la Iglesia Ortodoxa, y hay 18 individuos (o aproximadamente el 0.94% de la población) que pertenecen a otra iglesia cristiana. Hay 16 (o aproximadamente 0,84% de la población) que son islámica. Hay 8 individuos (o aproximadamente el 0.42% de la población) que pertenecen a otra iglesia (que no figuran en el censo), 131 (o aproximadamente 6,87% de la población) pertenecen a ninguna iglesia, son agnósticos o ateos, y 50 individuos (o alrededor de 2.62% de la población) no contestaron a la pregunta.
La población histórica se da en la tabla siguiente:
- 1850: 912 habitantes
- 1880: 838 habitantes
- 1900: 873 habitantes
- 1950: 1345 habitantes
- 2000: 1908 habitantes
- 2013: 2340 habitantes

## Sitios del Patrimonio de importancia nacional
El sitio arqueológico de Rohan-Schanze y el castillo Bothmar con sus edificios de los alrededores y el parque están listados como sitios del patrimonio suizos de importancia nacional. 